# Frédéric Hantz
Frédéric Hantz (Rodez, Aveyron, Francia, 30 de mayo de 1966) es un exfutbolista y entrenador de fútbol francés. Es un técnico conocido por sus excéntricos métodos de entrenamiento.

## Carrera como jugador
En su etapa como futbolista, Hantz ocupaba la demarcación de centrocampista. Formado en las categorías inferiores del Rodez AF, debutó con este equipo en la tercera división del fútbol francés en 1982. Luego jugó en la División 2 con el Clermont FA y en la División 1 con el FC Metz. También fue jugador del OGC Niza y del Chamois Niortais. Por último, regresó al Rodez AF (el equipo de su ciudad) antes de retirarse en 1998.

## Carrera como entrenador
Rodez AF y ESA Brive
Hantz comenzó su trayectoria como técnico dirigiendo al Rodez AF durante tres temporadas (1998-2001). Su siguiente destino fue otro equipo del Campeonato de Francia Amateur, el ESA Brive, con el que llegó a cuartos de final de la Copa de Francia en 2004.
Le Mans
En diciembre de 2004, firmó por el Le Mans UC72; al que ascendió a la Ligue 1, donde completó dos temporadas como 11º y 12º clasificado, y con el que llegó dos veces a semifinales de la Copa de la Liga.
FC Sochaux
Decidió fichar por el FC Sochaux en busca de un nuevo reto, pero su aventura duró poco: el equipo francés fue eliminado a las primeras de cambio de la Copa de la UEFA y de la Copa de la Liga, y solo obtuvo 2 victorias en 17 partidos de la Ligue 1, por lo que Hantz fue destituido en diciembre de 2007.
Le Havre
Un año después, en diciembre de 2008, fue nombrado entrenador del Le Havre. Al término de la Ligue 1, Hantz fue despedido, ya que el equipo había descendido al terminar como colista.
SC Bastia
En mayo de 2010, tomó el mando del SC Bastia. Consiguió ganar el Championnat National en su primera temporada en el banquillo del Stade Armand Cesari, y en 2012, el conjunto corso fue campeón de la Ligue 2 y ascendió a la Ligue 1. Hantz mantuvo al Bastia en la élite con solvencia durante dos años, pero su contrato no fue renovado al término del mismo, en 2014.
Montpellier HSC
El 26 de enero de 2016, fue anunciado como nuevo técnico del Montpellier HSC, reemplazando a Pascal Baills. Debutó con una contundente victoria frente al GFCO Ajaccio (0-4), venciendo en 4 de sus 6 primeros partidos al frente del conjunto del Languedoc-Rosellón. Luego estuvo 5 encuentros sin ganar, pero 3 victorias consecutivas aseguraron la permanencia a falta de 2 jornadas para el término de la Ligue 1 2015-16. Hantz continuó en el banquillo del Stade de la Mosson, pero el Montpellier seguía luchando por eludir el descenso en la Ligue 1 2016-17. El 30 de enero de 2017, tras no ganar ninguno de los 5 últimos partidos, incluyendo una derrota por 5-1 ante el Olympique de Marsella solo tres días antes y otra derrota incluso más contundente (0-5) ante el Olympique de Lyon en la Copa de Francia (siendo criticado en público por el presidente por esos malos resultados); Hantz fue apartado de sus funciones como entrenador del equipo.
FC Metz
El 28 de octubre de 2017, relevó a Philippe Hinschberger al frente del Football Club de Metz. Se hizo cargo del equipo francés cuando era el colista destacado de la Ligue 1, aunque dos victorias consecutivas al final de la primera vuelta lo acercaron a 8 puntos de la zona de permanencia. Sin embargo, finalmente sólo obtuvo otras 3 victorias en 17 partidos, por lo que no pudo evitar el descenso a la Ligue 2. El 16 de mayo de 2018, el club anunció que Hantz no iba a continuar en el banquillo la próxima temporada.
Al-Khor
Posteriormente, en 2020, entrenó al Al-Khor SC.

## Clubes y estadísticas

### Como jugador
| Club                | País    | Año       | Partidos | Goles |
| ------------------- | ------- | --------- | -------- | ----- |
| Rodez AF            | Francia | 1982-1987 | 61       | 2     |
| Aurillac FCA        | Francia | 1987-1988 |          |       |
| Clermont FA         | Francia | 1988-1989 | 25       | 2     |
| FC Istres           | Francia | 1989-1992 | 91       | 5     |
| FC Metz             | Francia | 1992-1993 | 29       | 0     |
| OGC Niza            | Francia | 1993-1995 | 74       | 5     |
| Chamois Niortais FC | Francia | 1995-1997 | 28       | 2     |
| Rodez AF            | Francia | 1997-1998 | 22       | 2     |

### Como entrenador
| Club            | País    | Año       | P   | PG  | PE  | PP  | % v.   |
| --------------- | ------- | --------- | --- | --- | --- | --- | ------ |
| Rodez AF        | Francia | 1998-2001 | 102 | 35  | 28  | 39  | 43.46% |
| ESA Brive       | Francia | 2002-2004 | 75  | 26  | 21  | 28  | 44%    |
| Le Mans UC72    | Francia | 2004-2007 | 108 | 42  | 35  | 31  | 49.69% |
| FC Sochaux      | Francia | 2007      | 21  | 3   | 7   | 11  | 25.4%  |
| Le Havre AC     | Francia | 2008-2009 | 23  | 5   | 2   | 16  | 24.64% |
| SC Bastia       | Francia | 2010-2014 | 190 | 122 | 28  | 40  | 69.12% |
| Montpellier HSC | Francia | 2016-2017 | 41  | 14  | 11  | 16  | 43.09% |
| FC Metz         | Francia | 2017-2018 | 31  | 6   | 10  | 15  | 30.11% |
| Al-Khor SC      | Catar   | 2020      | 13  | 4   | 2   | 7   | 35.9%  |
| Total           | Total   | Total     | 591 | 253 | 142 | 196 | 50.82% |
| Fuente          |         |           |     |     |     |     |        |